# Morire gratis
Morire gratis è un film del 1968 diretto da Sandro Franchina.
Viene narrato il viaggio in auto da Roma a Parigi di un artista che porta una sua opera (la scultura della Lupa Capitolina) per esporla ad una mostra. I protagonisti sono Franco Angeli e Karen Blanguernon. 

## Trama
Roma, 1968. Un artista romano espone una sua scultura raffigurante la Lupa Capitolina: dopo due giorni dovrà portare l'opera a Parigi per esporla in un'altra Galleria. Un invitato francese è molto interessato e concordano di trovarsi a Parigi per perfezionare la vendita. Nonostante la stanchezza lo scultore decide di partire la notte stessa per il lungo viaggio. Carica la scultura sulla sua Alfa Romeo Giulia e parte. Dopo qualche chilometro si imbatte in Giovanni, un ricco signore attempato che si vanta di guidare una Jaguar; qua incontra anche Michelle, giovane ragazza parigina che deve rientrare a casa. Dopo essersi beffati di Giovanni i due intraprendono il tragitto verso la Francia. Durante il viaggio avranno modo di conoscersi e confrontarsi. In un'occasione maltratteranno un anziano ed in seguito, già in terra francese, accetteranno uno scambio di coppia proposto dal gestore del ristorante dove il protagonista si lamenta di tutto, dai vini alla frutta e persino dei quadri esposti sulle pareti. Giunti a Parigi, Michelle si reca a casa e in seguito andrà alla mostra per salutare il suo compagno di viaggio. La trattativa per la vendita della scultura non va esattamente come l'artista sperava e litiga pesantemente con la direttrice della Galleria. Alcuni individui lo aggrediscono e Michelle, che non è rimasta indifferente al suo fascino, lo cura dalle ferite e accetta di riaccompagnarlo a Roma.

## Riconoscimenti
- 1968 - Premio Max Ophuls